# Dicranomyia omissivena
Dicranomyia omissivena är en tvåvingeart som beskrevs av Alexander 1922. Dicranomyia omissivena ingår i släktet Dicranomyia och familjen småharkrankar. Inga underarter finns listade i Catalogue of Life.